# Bernard Werber
Bernard Werber (Tolosa, 18 settembre 1961) è uno scrittore e giornalista francese.
Laureato in giurisprudenza e specializzazione in giornalismo ha lavorato al Nouvel Observateur. Nel 1990 ha ottenuto il premio Mumm come migliore giornalista francese.
Appassionato di mirmecologia, il suo primo romanzo fu Formiche, scritto nel 1991.